# Troca isotópica
Reação química na qual o reagente e as espécies químicas do produto são quimicamente idênticos, mas possuem composição isotópica diferente. A troca isotópica baseia-se no fato de que, em uma reação química, mesmo em equilíbrio quando sua taxa líquida é zero, as taxas unidirecionais podem ser medidas através de etapas ou grupos de etapas podem ser medidas por meios de traçadores isotópicos. Portanto, os estudos de troca de isótopos fornecem uma maneira de medir as taxas unidirecionais de etapas individuais dentro de uma sequência de reação.  